# الغذاء المعدل وراثيا في الولايات المتحدة
تمتلك الولايات المتحدة الأمريكية أكبر مزارع محاصيل تجارية تمت هندستها وراثيًا في العالم، ولكن لم يحدث الأمر دون معارضة محلية ودولية. وتعد شركة مونسانتو، والتي يقع مقرها الرئيسي في مدينة كريف كور بولاية ميزوري في الولايات المتحدة الأمريكية، هي المنتج الرئيسي للبذور المعدلة وراثيا في العالم، حيث تبيع وحدها نحو 90٪ من بذور محاصيل العالم المعدلة وراثيًا.

## المخاوف الصحية
على الرغم من عدم وجود حالات مسجلة لحدوث أضرار بصحة الإنسان بسبب استهلاك الأغذية المعدلة وراثيًا، إلا أن هناك قلقًا عاما بشأن تأثيرها على الصحة. وفي واحدة من أكبر عمليات سحب الغذاء في تاريخ الولايات المتحدة الأمريكية، حدثت عمليات استدعاء لذرة ستارلينك في خريف عام 2000، عندما عُثر على ما يزيد عن 300 منتج غذائي تحتوي على ذرة معدلة وراثيًا لم تتم الموافقة عليها للاستهلاك البشري، وكان هذا هو أول استدعاء على الإطلاق لغذاء معدل وراثيًا. لم يتم ربط حدوث أي مشاكل صحية بمنتجات الذرة المعدلة وراثيا التي أنتجها مصنع ذرة ستارلنك في تاكو بيل، وقد حددت التقييمات اللاحقة لسمات هذه المنتجات أن هناك خطرًا متوسطًا منها على صحة الإنسان.

## التنظيم
تمتلك الولايات المتحدة الأمريكية أكبر مزارع تجارية للمحاصيل المعدلة وراثيًا في العالم، إذ أن أن الولايات المتحدة ليست من الدول الموقعة على بروتوكول قرطاجنة للسلامة الحيوية التابع لاتفاقية التنوع البيولوجي. تخضع السياسة التنظيمية للولايات المتحدة للإطار المنسق لتنظيم التقنيات الحيوية، فلكي تتم الموافقة على إطلاق كائن معدل وراثيًا في الولايات المتحدة الأمريكية تقوم كل من وزارة الزراعة الأمريكية، وإدارة الغذاء والدواء الأمريكية، ووكالة حماية البيئة الأمريكية بتقييمه أولا. تقوم وزارة الزراعة الأمريكية بتقييم قابلية النبات لأن يصبح عشبا مخدراً، وتقوم إدارة الغذاء والدواء الأمريكية بمراجعة النباتات التي يمكن أن تدخل أي تغيّر في الإمدادات الغذائية، وتنظم وكالة حماية البيئة النباتات المعدلة وراثيًا بخصائص مبيدات الآفات. تخضع النباتات المعدلة وراثيًا لتقييم ومراجعة اثنتين على الأقل من هذه الهيئات الثلاث السالف ذكرها، ويخضع العديد من النباتات المعدلة وراثيا لتقييم الهيئات الثلاثة معا قبل أن تتم الموافقة على ه.
لا يزال بمقدور حكومات المقاطعات داخل كل ولاية رفض الموافقة النهائية بشكل فردي على إدخال الغذاء المعدل وراثيا إلى أسواقها. ففي عام 2004 أصبحت مقاطعة ميندوسينو بولاية كاليفورنيا هي المقاطعة الأولى والوحيدة في الولايات المتحدة الأمريكية التي تفرض حظرًا على تكاثر واستزراع وتنشئة وتنمية الكائنات المعدلة وراثيًا، وهو الإجراء الذي تم تمريره بأغلبية 57٪.

### وزارة الزراعة الأمريكية
يهتم برنامج خدمات تنظيم التقنيات الحيوية التابع لوكالة خدمة فحص صحة الحيوان والنبات داخل وزارة الزراعة الأمريكية بحماية الزراعة والبيئة من الآفات المحتملة بموجب قانون حماية النبات لعام 2000، والذي هو جزء من قانون الحماية من مخاطر الزراعة والقانون الوطني قانون السياسة البيئية. ينظّم كل نبات معدّل وراثيًا بشكل منفصل حيث يختلف موضع إدخال التحوير الجيني حتى عند استخدام التركيبات المتطابقة والأنماط الجينية للمضيف، وقد يؤدي هذا إلى أنماط مختلفة أو قد يؤثر على وظيفة الجينات الذاتية الأخرى داخل المضيف. تكون وزارة الزراعة الأمريكية هي المسؤول الأول عن الموافقة على إجراء التجارب الميدانية للنباتات المعدلة وراثيًا بموجب إجراءات الإخطار أو التصريح. يكون إجراء الإخطار عبارة عن عملية مبسطة لأبسط النباتات المعدلة وراثيًا أو الأكثر شيوعًا، والتي تفي بستة معايير، وهي ألا تكون عشبًا ضارًا، وأن تكون وظيفة المادة الوراثية معروفة ومميزة، وأن تكون ذات تكامل مستقر، وألا يوجد خطر كبير منها لتخليق فيروسات جديدة وألا يترتب عليها وجود تسلسل ممرض حيواني أو بشري. تتم الموافقة على معظم التجارب الميدانية بموجب إجراء الإخطار. يعتبر إجراء التصريح أمرا أكثر تفصيلاً ومطلوبًا لجميع الكائنات الحية المعدلة وراثيًا التي لا تفي بمتطلبات الإخطار أو أي مستحضرات صيدلانية نباتية أو منتجات صناعية نباتية.
يكون مسؤولو هيئة خدمة فحص صحة الحيوان والنبات مسؤولين عن فحص التجارب الميدانية، ويُجرى فحص واحد على الأقل لكل دولة مدرجة في التصريح، بينما تفحص التجارب الميدانية المصرح بها من خلال الإخطار بناءًا على المخاطر النسبية لكل تجربة. أما بالنسبة للتجارب الميدانية للكائنات التي تحتوي على مركبات صيدلانية أو صناعية، فيتم إجراء عمليات التفتيش بشكل متكرر (خمس مرات أثناء التأسيس ومرتين سنويًا بعد ذلك). فإذا كان المفتشون مقتنعين بعدم وجود مخاوف تنظيمية، فإنهم يصدرون إشعاراً بالموافقة على إجراء التجارب، أما إذا لم تفي التجارب باشتراطات اللوائح، يقوم عندئذٍ المفتشون بإصدار إشعار بعدم الموافقة ويطلب إصلاح الانحرافات، أما في حالة الانتهاكات الأكثر خطورة، يوجه المفتشون رسالة تحذير يتطلب ردًا مكتوبًا وإجراء تصحيحيًا يتم اتخاذه خلال إطار زمني معين. يخضع المطورين الذين قد لا يلتزمون باللوائح أو شروط التصريح أو المتطلبات الأخرى للتحقيقات الرسمية، والتي يمكن أن تؤدي إلى عقوبات مدنية أو تهم جنائية.
في عام 1993، تمت الموافقة على اقتراح وزارة الزراعة الأمريكية لإزالة الإشراف التنظيمي من الكائنات المعدلة وراثيًا التي تعتبر حميدة بيئيًا، وحصلت أربعة نباتات معدلة وراثيًا، وهي طماطم الفلافور سايفر، والقرع المقاوم للفيروسات، والقطن الذي يتحمل البروموكسينيل، وفول الصويا الذي يتحمل الغليفوسات، على وضع غير تنظيمي في ذلك العام. تعني الحالة غير الخاضعة للتنظيم أن التصاريح والإخطارات لم تعد مطلوبة لعمليات إدخال هذا الكائن الحي. يمكن لمقدمي الطلبات التقدم بطلب للحصول على حالة غير خاضعة للتنظيم من هيئة خدمة فحص صحة الحيوان والنبات إذا كان الكائن المعدل وراثيًا لا يشكل خطرا كآفات نباتية أكثر من أي كائن مكافئ غير معدّل وراثيًا. تقوم وكالة خدمة فحص صحة الحيوان والنبات بعد ذلك بإعداد وثيقتين على الأقل (التقييم البيئي وتحديد الوضع غير التنظيمي) بموجب القانون الوطني قانون السياسة البيئية أثناء النظر في الطلب.
رُفعت أربع دعاوى قضائية فيدرالية ضد وكالة خدمة فحص صحة الحيوان والنبات للطعن في لوائحها الخاصة بالمصانع المعدلة وراثيًا. تعلقت اثنين من هذه الدعاوى القضائية بتجربتين ميدانيتين إحداهما بخصوص العشب المقاوم لمبيدات الأعشاب في ولاية أوريغون، والأخرى بشأن الذرة والسكر المنتجان للأدوية في ولاية هاواي، وتعلقت القضيتان الأخريات بإلغاء تنظيم البرسيم الحجازي المعدّل وراثيًا وبنجر السكر المعدّل وراثيًا. خسرت هيئة خدمة فحص صحة الحيوان والنبات في البداية جميع القضايا الأربع، وحكم القضاة بأن مسؤولي الوكالة قد فشلوا في اتباع إرشادات القانون الوطني قانون السياسة البيئية بجدية. ألغت المحكمة العليا بعد ذلك الحظر المفروض على البرسيم الحجازي المعدل على مستوى البلاد، وسمحت محكمة الاستئناف بإلغاء الضوابط الجزئية لمحاصيل بنجر السكر المعدلة وراثيًا. أعيد تحرير كلا المحصولين المعدلين وراثيا بعد أن أعدت وكالة خدمة فحص صحة الحيوان والنبات بيانات التأثير البيئي لكلا المحصولين.

### إدارة الغذاء والدواء
تُعتبر إدارة الغذاء والدواء هي المسؤولة عن سلامة وأمان الأغذية والأدوية البشرية والحيوانية الطبيعية والمعدلة وراثيًا منها على حد السواء. كانت إدارة الغذاء والدواء مسؤولة عن الموافقة على أول كائن معدّل وراثيًا يُتاح تجاريًا، وهو الأنسولين البشري المعدل وراثيًا، أو ما عُرف بالهومولين، والذي انتجته شركة جينتك في عام 1982، وكذلك أول غذاء كامل معدّل وراثيًا، وهو طماطم الفلافور سايفر التي طوُرت في عام 1994. تبحث إدارة الغذاء والدواء عند تقييم الأغذية المعدلة وراثيًا الجديدة أو العلف المعدل وراثيا عن وجود أي مواد مسببة للحساسية أو مواد سامة جديدة أو معدلة وتفحص التغيرات في مستويات المواد الغذائية ومضادات التغذية. وتعتبر إدارة الغذاء والدواء الأغذية والأعلاف المطابقين أو المتطابقين تقريبًا في تركيبتهما مع المنتجات الحالية معادلين إلى حد كبير، ولا يشترط لها الخضوع للمراجعة مسؤؤلي إدارة الغذاء والدواء. انتقدت إدارة الغذاء والدواء الأمريكية لاستخدامها معادلة جوهرية، مع وجود اتهام كبير يتمثل في أن مراجعة إدارة الغذاء والدواء طوعية بشكل أساسي حيث أن جميع المنتجات المعدلة وراثيًا تقريبًا مكافئة إلى حد كبير. خضعت جميع الأغذية والأعلاف المعدلة وراثيًا الموجودة حاليًا في السوق الأمريكية اعتبارًا من عام 2008 لاستشارة إدارة الغذاء والدواء إذ يقدم المطور البيانات التركيبية ويقارنها عالم إدارة الغذاء والدواء بالأغذية والأعلاف العادية.
تركز إدارة الغذاء والدواء الأمريكية على ما إذا كان الغذاء أو العلف الجديد يحتوي على أي مواد مسببة للحساسية أو مواد سامة جديدة وما إذا كانت المكونات الغذائية للغذاء أو العلف قد زادت أو انخفضت. يقدم المطور إلى إدارة الغذاء والدواء وثائقًا تصف الغذاء أو العلف الذي هو بصدد طرحه ويمكن لأخصائي الحالة الذي تعينه إدارة الغذاء والدواء طلب معلومات إضافية حول التعرض الغذائي المتوقع، ولا سيما إذا كانت هناك أي مجموعات معرضة للخطر كالأطفال أو كبار السن أو غيرها قد تتعرض للضرر. لم تحدد إدارة الغذاء والدواء الأمريكية منذ عاء 2007 أية أغذية معدلة وراثيًا تؤدي إلى تغيرات غير متوقعة في تكوين المغذيات أو مستويات المواد المسببة للحساسية أو المواد السامة، ولكنها اكتشفت وجود بعض البروتينات المسببة للحساسية عند خضوع بعض المنتجات المعدلة وراثيًا للاختبار. أدخلت شركة بيونير هايبرد جينًا من جينات جوز البرازيل في فول الصويا المعدل وراثيًا مما أدى إلى فول صويا ذو ملف غذائي محسن. لم يترجم الجين الذي تم إدخاله إلى مادة مسببة للحساسية معروفة في ذلك الوقت، ولكن عند اختباره باستخدام مصل من الأشخاص الذين لديهم حساسية من الجوز البرازيلي، اكتشفت الطبيعة المسببة للحساسية للبروتين، ومن ثم أوقف تطوير فول الصويا المعدل وراثيا الذي أظهر مسببات الحساسية من الجوز البرازيلي بعد هذه الاختبارات. تعتبر عملية استشارة إدارة الغذاء والدواء نسبيًا (عند مقارنتها بالوكالات الأخرى التي تنظم عمليات التعديل الجيني للأغذية والمحاصيل والأعلاف غير رسمية ولا توافق على المنتجات المعدلة وراثيًا الجديدة، ولكنها تصدر مذكرة توضح ما إذا كان الغذاء أو العلف الجديد هو نفسه أو مختلفًا عن الصنف غير المعدل.
ينظم مركز الطب البيطري التابع لإدارة الغذاء والدواء الحيوانات المعدلة وراثيًا بالتشاور مع المراكز في إدارة الغذاء والدواء المسؤولة عن تنظيم المستحضرات الصيدلانية أو المنتجات الطبية الأخرى المشتقة من حيوانات التزاوج. تمنح إدارة الغذاء والدواء أيضًا إرشادات إضافية تنطبق على الحيوانات المعدلة وراثيًا والتي سوف تستخدم في تصنيع واختبار المنتجات العلاجية وزرع الأعضاء. لا تضع وثائق إرشادات إدارة الغذاء والدواء الأمريكية قوانين ملزمة قانونًا، ويُنظر إليها باعتبارها توصيات، ما لم يتم الاستشهاد بمتطلبات تنظيمية أو قانونية محددة. ينبغي أيضًا على المطورين الالتزام بأي قوانين ولوائح فيدرالية أو خاصة بالولاية أو محلية ذات صلة.

### وكالة حماية البيئة
تنظم وكالة حماية البيئة الأمريكية المواد التي لها ذات خصائص مبيدات الآفات، وتبحث في المخاطر المحتملة على صحة الإنسان أو البيئة. يزعم مسؤولو وكالة حماية البيئة أنهم لا ينظمون النباتات المعدلة وراثيًا، ولكنهم ينظمون المبيدات التي تنتجها النباتات أو الخصائص التي تغير استخدام مبيدات الآفات المطبقة، ويشمل ذلك النباتات المصممة لإنتاج مقاومة لمبيدات الأعشاب، والنباتات التي تنتج مبيدات الآفات الخاصة بها (مثل البكتيريا العصوية التورنجية) والنباتات المقاومة للفيروسات. مُنحت وكالة حماية البيئة سلطة تنظيم خصائص مبيدات الآفات في الكائنات المعدلة وراثيًا بموجب القانون الفيدرالي للمبيدات الحشرية ومبيدات الفطريات ومبيدات القوارض، والقانون الفيدرالي للأغذية والأدوية ومستحضرات التجميل. نشرت وكالة حماية البيئة اللوائح الخاصة بها في عام 1994 وبدأت العمل بموجبها في عام 1995. وفي عام 1994 اقترح مسؤولو وكالة حماية البيئة إعفاء ثلاث فئات من النباتات المعدلة وراثيًا بموجب لوائحهم. كانت هذه النباتات عبارة عن نباتات نشأت فيها المادة الوراثية في نباتات متوافقة جنسيًا، ونباتات تستخدم حواجز مادية لمنع الآفة المستهدفة من الالتصاق بنفسها، ونباتات تظهر بروتينات الغلاف الفيروسي للحماية من الإصابة بالفيروسات. انتهت وكالة حماية البيئة في عام 2001 من وضع القواعد المتعلقة بإعفاء النباتات السجينية، وكان الإعفاءان الآخران المقترحان لا يزالان قيد المناقشة حتى عام 2010.
تقيم وكالة حماية البيئة كل عملية تقديم على أساس كل حالة على حدة، حيث تقوم وكالة حماية البيئة بتقييم البيانات المتعلقة بتوصيف المنتج النهائي للكائن المعدل وراثيا (جميع النباتات التي تم تقييمها حتى الآن تنتج بروتينات)، بالإضافة إلى تقديم بيانات عن مدى السمية بالنسبة الثدييات، والتأثيرات على الكائنات غير المستهدفة والتمثيل الغذائي البيئي. أما بالنسبة لمنتجات البكتيريا العصوية التورنجية، فيجب على المنتج أيضًا توفير برنامج إدارة مقاومة الحشرات. وبالنسبة للنباتات المقاومة لمبيدات الأعشاب، تنسق وكالة حماية البيئة مع كل من وزارة الزراعة الأمريكية وإدارة الغذاء والدواء، ولكنها لا تنظم النبات نفسه، وإنما نظم مبيد الأعشاب واستخدامه في الصنف الجديد. تفحص وكالة حماية البيئة البنية المستخدمة لتحويل النبات وبيولوجيا النبات المتلقي، كما تقوم وكالة حماية البيئة بوصف تسلسل البروتين الناتج، والتحقق من نمط التعبير والشدة وأي تعديلات على البروتين تم الإبلاغ عنها. تبحث وكالة حماية البيئة أيضًا في مدى الحساسية المحتملة للمنتج، والقضايا المحيطة بتدفق الجينات إلى الأنواع البرية، والتأثيرات المحتملة على الكائنات الحية غير المستهدفة، واحتمال استمرارها في البيئة وإمكانية تطور مقاومة الحشرات عند تقييم الطلبات.